# الاتحاد الدولي للمبارزة
الاتحاد الدولي للمبارزة (بالإنكليزية: International Fencing Federation) هو هيئة دولية أولمبية متخصصة في رياضة المبارزة يقع المكتب الرئيسي للإتحاد في لوزان، سويسرا. يتكون الاتحاد من 145 دولة، كل واحدة منها معترف بها من قبل اللجنة الأولمبية.
منذ إنشاء الاتحاد في عام 1913، كان هناك أربعة عشرة رئيس مختلف. الرئيس الحالي للاتحاد هو عليشر عثمانوف.

## روابط خارجية
- الموقع الرسمي